# Pierre de Castelnau
Pierre de Castelnau (* unbekannt; † 15. Januar 1208 nahe der Abtei Saint-Gilles) war ein Zisterzienser und päpstlicher Legat. Er wird in der katholischen Kirche als Märtyrer verehrt.
Die ersten Quellen über Pierre de Castelnau stammen aus dem Jahr 1189. Damals war er Kanonikus der nahe Montpellier gelegenen Abtei Maguelone. Neun Jahre später, im Jahr 1197, wurde Castelnau dort zum Archidiakon der Abtei gewählt. Seine Wahl wurde jedoch erst 1199 vom neu gewählten Papst Innozenz III. bestätigt.
Innozenz III. ernannte Castelnau 1202, der in diesem Jahr dem Zisterzienserorden beitrat, zum päpstlichen Legaten und beauftragte ihn und Raoul von Castelnau die „Ketzer in Südfrankreich“ bzw. das Volk der „ketzerischen“ Katharer auf den „rechten Weg“ zu führen. Erfolglos in dieser Mission stellte Innozenz seinen Legaten noch den Abt Arnaud Amaury von Citeaux zur Seite, dem die Vollmacht gegeben wurde: „... zu zerstören, zu vertilgen und auszureißen, was Ihr als zerstörens-, vertilgens- und ausreißenswert erkennt...“. Im Jahr 1204 nahm Castelnau an Streitgesprächen in Carcassonne teil, 1207 in Montréal und Palmiers. Mit Dominikus zog er als Bettelmönch durch Südfrankreich, um gegen die Häretiker zu predigen. Wegen ihrer nachlässigen Haltung in der Ketzerbekämpfung ging Castelnau gegen die Bischöfe des Midi vor, suspendierte die Bischöfe von Toulouse und Béziers und exkommunizierte Graf Raimund VI. von Toulouse.
Ein Gespräch, das Castelnau 1208 mit Raimund VI. in der Abtei Saint-Gilles führte, endete im Streit. Auf seiner Heimreise wurde Castelnau am 15. Januar 1208 – vermutlich von einem Gefolgsmann des Grafen – erschlagen. Innozenz III. bestätigte daraufhin die Exkommunikation Raimunds und begann 1209 den Kreuzzug gegen die Albigenser, der bis 1229 dauerte.
Innozenz III. nannte Pierre de Castelnau in einer Bulle vom 10. März 1208 einen heiligen Märtyrer. Seitdem wird er in den Diözesen Carcassonne, Montpellier, Nîmes und im Zisterzienserorden verehrt. Seine Gebeine, die sich bis 1562 in Saint-Gilles befanden, wurden von den Hugenotten verbrannt.